# Tajfun i inne opowiadania
Tajfun i inne opowiadania (ang. Typhoon and Other Stories) – zbiór opowiadań Josepha Conrada. Książka, wydana w 1903 roku zawiera 3 opowiadania wcześniej opublikowane w różnych czasopismach i jedno nowe. 
W Polsce wydane w 1957, w tłumaczeniu Anieli Zagórskiej i Jerzego Bohdana Rychlińskiego. 
Nowela Tajfun została wydana w języku polskim samodzielnie w 1926 nakładem Towarzystwa Księgarzy Polskich na Kresach w przekładzie Jerzego Bohdana Rychlińskiego. 

## Zawartość
- Tajfun (Typhoon), po raz pierwszy opublikowane w „Pall Mall Magazine” w 1902
- Amy Foster, po raz pierwszy opublikowane w „Illustrated London News” w 1901
- Falk: wspomnienie (Falk: A Reminiscence), niepublikowane wcześniej
- Jutro (To-morrow), po raz pierwszy opublikowane w „Pall Mall Magazine” w 1902

Opowiadanie Amy Foster było w Polsce opublikowane także pod tytułem Janko Góral (1914, w tłumaczeniu Marii Bunikiewiczowej).

## Ekranizacje
- Kochankowie sztormowego morza (Swept from the Sea, 1997), adaptacja opowiadania Amy Foster, reż. Beeban Kidron, wyst. Rachel Weisz, Vincent Pérez, Ian McKellen.